# Lorella Stefanelli
Lorella Stefanelli (ur. 20 lutego 1959 roku w San Marino) – polityk sanmaryńska.
W dniu 1 października 2015 roku objęła urząd kapitana regenta San Marino razem z Nicolą Renzi.